# Tetín (Beroun)
Tetín es una localidad del distrito de Beroun en la región de Bohemia Central, República Checa, con una población estimada a principio del año 2018 de 868 habitantes. 
Se encuentra ubicada al oeste de la región y de Praga, en la cuenca hidrográfica del río Berounka —un afluente izquierdo del río Moldava—, y cerca de la frontera con la región de Pilsen.